# سبأ (حارة)

تعديل مصدري - تعديل

سبأ إحدى حارات مدينة القاعدة بمحافظة إب، بلغ تعداد سكانها 2842 نسمة حسب تعداد اليمن لعام 2004.